# Limonium auriculiursifolium
Espèce

Limonium auriculiursifolium, le Statice à feuilles de Lychnis est une espèce méditerranéenne de plantes de la famille des Plumbaginaceae.
La floraison a lieu de mai à septembre.

## Répartition
Limonium auriculiursifolium se rencontre sur le Littoral méditerranéen et atlantique-ouest.

## Habitats
Sansouires pas trop salées parmi les Salicornes.

## Synonymes
- Limonium auriculaeursifolium
- Limonium auriculae-ursifolium (Girard) P. Fourn.
- Limonium binervosum L. ssp. lichnidifolium (Girard) P. Fourn.
- Limonium lychnidifolium (Girard) Kuntz
- Statice auriculiursifolia Pourr.
- Statice lichnidifolia Girard